# أكيرا كورواوا
أكيرا كورواوا (باليابانية: 黒岩彰؛ بالكانا: くろいわ あきら) هو متزلج سريع ياباني، ولد في 6 سبتمبر 1961 في تسوماغوي ‏ في اليابان.

## وصلات خارجية
- أكيرا كورواوا على موقع SpeedSkatingBase.eu (الإنجليزية)
- أكيرا كورواوا على موقع SpeedSkatingNews.info (الإنجليزية)
- أكيرا كورواوا على موقع SpeedSkatingStats.com (الإنجليزية)
- أكيرا كورواوا على موقع اللجنة الأولمبية الدولية (الإنجليزية)
- أكيرا كورواوا على موقع أوليمبيديا (الإنجليزية)